# Perkoz złotoczuby
Perkoz złotoczuby (Podiceps occipitalis) – opisany w 1826 roku gatunek średniej wielkości ptaka z rodziny perkozów (Podicipedidae). Zamieszkuje rozległe tereny Ameryki Południowej od górzystych terenów Andów do południowych krańców Patagonii, a ponadto Falklandy.

## Podgatunki i zasięg występowania
Wyróżnia się dwa podgatunki P. occipitalis:
- perkoz złotoczuby[5] (P. occipitalis occipitalis) Garnot, 1826 – spotykany na terenach od środkowego i południowego Chile poprzez Argentynę, aż po Falklandy. W czasie migracji wędruje na północ od zasięgu letniego.
- perkoz srebrnoczuby[5] (P. occipitalis juninensis) Berlepsch & Stolzmann, 1894 – zamieszkuje jeziora w wysokich partiach Andów – w Kolumbii i Ekwadorze oraz od Peru do północnego Chile i północno-zachodniej Argentyny.

W niektórych ujęciach systematycznych taksony te traktowane są jako odrębne gatunki.

## Morfologia
Długość ciała 23–28 cm. Masa ciała 340–400 g.

## Ekologia i zachowanie
Zasiedla rozległe jeziora porośnięte trzcinami, obfitujące w makrozooplankton. Preferuje płytkie jeziora, lekko alkaliczne lub słone. Rozmnaża się w koloniach wśród trzcinowisk lub na pływającej roślinności wodnej. Biologia tego gatunku perkoza jest mało poznana. W ciągu roku gniazduje tylko raz. W zniesieniu 1–4 jaj (zazwyczaj dwa). Inkubacja trwa około 18 dni. Podobnie jak u innych perkozów pisklęta są często wożone przez rodziców na grzbiecie.
Perkoz złotoczuby żywi się głównie owadami i ich larwami oraz małymi skorupiakami, takimi jak słodkowodne krewetki, ponadto rybami i materią roślinną. 

## Status
IUCN od 2014 roku dzieli ten takson na dwa gatunki i klasyfikuje je następująco:
- perkoz złotoczuby (P. occipitalis) – gatunek najmniejszej troski (LC – Least Concern)[2]. Liczebność populacji pod koniec XX wieku oceniano na około 100 000 osobników[8]. Ogólny trend liczebności populacji uznawany jest za spadkowy, choć niektóre populacje są stabilne lub ich trend jest nieznany[2].
- perkoz srebrnoczuby (P. juninensis) – gatunek bliski zagrożenia (NT – Near Threatened). Liczebność populacji nie została oszacowana, ale jej trend uznawany jest za spadkowy[6].

Zagrożeniem może być osuszanie terenów zasiedlanych przez ten gatunek (dotyczy głównie podgatunku P. o. juninensis) oraz rolnictwo prowadzące do zamulenia jezior. Ponadto wprowadzenie obcych gatunków ryb do jezior prowadzi często do zmniejszenia ilości makrozooplanktonu, głównego pożywienia perkoza złotoczubego.